# Emilio Martin
Emilio Oupapa Martin (ur. 15 sierpnia 1990 w Oshakati) – namibijski piłkarz grający na pozycji defensywnego pomocnika. Od 2022 jest zawodnikiem African Stars FC.

## Kariera klubowa
Karierę piłkarską Martin rozpoczął w klubie Namib Colts FC. Zadebiutował w nim w 2009 roku. W 2010 roku przeszedł do Ramblers Windhuk. W sezonie 2010/2011 wywalczył z nim wicemistrzostwo Namibii. W 2013 roku przeszedł do Black Africa Windhuk. W sezonach 2013/2014 i 2018/2019 został z nim mistrzem, a w sezonach 2014/2015, 2015/2016 i 2017/2018 - wicemistrzem kraju. W latach 2020–2022 był piłkarzem Orlando Pirates Windhuk, a w 2022 przeszedł do African Stars FC.

## Kariera reprezentacyjna
W reprezentacji Namibii Martin zadebiutował 16 czerwca 2011 roku w zremisowanym 1:1 towarzyskim meczu z Botswaną, rozegranym w Maun.